# Zahradnická fakulta Mendelovy univerzity v Brně
Zahradnická fakulta (ZF) Mendelovy univerzity v Brně (MENDELU) sídlí v Lednici v okrese Břeclav. Uskutečňuje vysokoškolské studium v celé šíři zahradnických oborů a na všech jeho úrovních, v denní i kombinované formě. Svým studentům nabízí posluchárny, laboratoře, skleníky či rozsáhlou oborovou knihovnu.

## Historie
Vysokoškolské vzdělávání v oborech zahradnictví, sadovnictví, vinohradnictví nebo krajinářství v Lednici na Moravě navazuje na tradici Vyšší ovocnicko-zahradnické školy (Höhere Obst-Gartenbauschule) založené zde roku 1895, první svého druhu v monarchii, a také Ústavu zušlechťování rostlin knížete Jana z Liechtensteinů J. G. Mendela, který zde vznikl roku 1912 a který se jako Mendeleum stal později součástí fakulty. Roku 1919 vznikla v Brně Vysoká škola zemědělská, kde se začaly vyučovat i zahradnické disciplíny a která k tomu využívala i nově založenou Biologickou stanici českých vysokých škol v Lednici na Moravě. Až od roku 1947 bylo ale možné studovat samostatný vinařsko-zahradnický studijní směr a na Zemědělské fakultě byly kvůli tomu zřízeny specializované ústavy: Ústav ovocnictví, Ústav zelinářství, Ústav vinařství a sklepního hospodářství, Ústav technologie a sklepního hospodářství a Ústav sadovnictví a květinářství. O pět let později z nich vznikla Katedra zahradnictví, které se přesunula do Lednice. Samostatná fakulta z ní vznikla roku 1985 a prvním děkanem se stal prof. Ing. Vlastimil Fic, DrSc.

## Studium

### Bakalářské studium
- Zahradnictví
- Vinohradnictví a vinařství
- Zpracovatelské technologie a kvalita potravin
- Krajinářská architektura
- Zahradní a krajinářské realizace
- Správa zeleně
- Floristická tvorba

### Magisterské studium
- Zahradnictví
- Vinohradnictví a vinařství
- Realizace a správa zeleně
- Zpracovatelské technologie a kvalita potravin
- Zahradní a krajinářská architektura

### Doktorské studium
- Zahradnictví
- Krajinářská architektura

## Organizační struktura
- Zahradnická fakulta Mendelovy univerzity v Brně (fakulta)  -  Děkanát ZF (organizační jednotka) • 
  -  Mendeleum - ústav genetiky (vysokoškolská katedra) • 
  -  Ústav biotechniky zeleně (vysokoškolská katedra) • 
  -  Ústav ovocnictví (vysokoškolská katedra) • 
  -  Ústav plánování krajiny (vysokoškolská katedra) • 
  -  Ústav posklizňové technologie zahradnických produktů (vysokoškolská katedra) • 
  -  Ústav šlechtění a množení zahradnických rostlin (vysokoškolská katedra) • 
  -  Ústav vinohradnictví a vinařství (vysokoškolská katedra) • 
  -  Ústav zahradní a krajinářské architektury (vysokoškolská katedra) • 
  -  Ústav zahradnické techniky (vysokoškolská katedra) • 
  -  Ústav zelinářství a květinářství (vysokoškolská katedra) • 
  -  Vnitřní správa Lednice (organizační jednotka) •